# Aguadilla
La municipalité d'Aguadilla (code international : PR.AL), sur l'île de Porto Rico, couvre une superficie de 94 km2 et regroupe 55 101 habitants en 2020.

## Histoire
C'est le 19 novembre 1493 que Christophe Colomb débarque, lors de son second voyage, sur la plage de l'actuelle ville d'Aguadilla et prend ainsi possession de l'île de Porto Rico au nom de la Couronne de Castille.

## Géographie

### Barrios
| - Aguacate - Aguadilla Pueblo - Arenales - Borinquen | - Caimital Alto - Caimital Bajo - Camaceyes - Ceiba Alta | - Ceiba Baja - Corrales - Guerrero - Maleza Alta | - Maleza Baja - Montaña - Palmar - Victoria |

### Plages
- Crash Boat Beach
- La Ponderosa Beach
- La Poza Beach
- La Saldinera Beach
- Surfer's Beach
- Wilderness Beach (Las Ruinas)
- Rompeolas Beach

## Économie
Aguadilla possède un aéroport (Borinquen ou Aéroport Rafael Hernández, code AITA : BQN).

### Tourisme
Le tourisme à Aguadilla est inclus dans l'ensemble dit « Porta Del Sol » s'étendant à l'ouest de Porto Rico.

## Culture
Les surnoms de cette ville sont « El nuevo jardin del atlantico » (le nouveau jardin de l'atlantique), « La villa del ojo de agua » (la ville de l'œil d'eau), et « Donde las piedras cantan » (où les pierres chantent)[réf. nécessaire].

## Personnalités liées à la ville
- Aida Álvarez (1950-), femme politique